# Симайс, Йерун
Йерун Симайс (нидерл. Jeroen Simaeys; род. 12 мая 1985, Мехелен, Бельгия) — бельгийский футболист, опорный полузащитник известный по выступлениям за клубы «Брюгге», Генк и сборную Бельгии. Участник Олимпийских игр в Пекине.

## Клубная карьера
Симайс воспитанник клубов «Мехелен» и «Ауд-Хеверле Лёвен», в 2003 году в составе последнего он дебютировал на профессиональном уровне. В 2005 году Йерун перешёл в «Сент-Трюйден» за который выступал на протяжении двух сезонов. В 2007 году Симйас подписал контракт с «Брюгге», он быстро завоевал место в основе и в сезоне 2009/10 помог клубу занять второе место в Жюпиле лиге. За команду Симайс провёл более 100 матчей. Летом 2011 года он перешёл в «Генк». 20 августа в матче против «Серкль Брюгге» Йерун дебютировал за новый клуб. 15 января 2012 года в поединке против «Зюлте-Варегем» он забил свой первый гол за «Генк». В сезоне 2012/2013 Йерун помог клубу завоевать Кубок Бельгии.
31 августа 2014 года Симайс перешёл в российский клуб «Крылья Советов», предварительно разорвав контракт с «Генком». 7 сентября в матче против «Балтики» он дебютировал в ФНЛ, заменив во втором тайме Алана Чочиева. 10 мая 2015 года в поединке против «Сахалина» Йерун забил свой первый гол за «Крылья». По итогам сезона Симайс помог команде выйти в элиту.
Летом 2016 года Йерун вернулся в «Ауд-Хеверле Лёвен», подписав 3-летний контракт с клубом. По окончании сезона он принял решение о завершении карьеры.

## Карьера в сборной
В 2008 году Симайс в составе молодёжной национальной команды принял участие в Олимпийских играх в Пекине. На турнире он сыграл в матчах против сборных Нигерии, Китая, Новой Зеландии, Италии и дважды против Бразилии. В том же году в товарищеском матче против сборной Люксембурга Йерун дебютировал за сборную Бельгии заменив во втором тайме Тимми Симонса.

## Достижения
«Генк»
- Обладатель Кубка Бельгии: 2012/13